# Onosma wheeler-hainesii
Onosma wheeler-hainesii är en strävbladig växtart som beskrevs av H. Riedl. Onosma wheeler-hainesii ingår i släktet Onosma och familjen strävbladiga växter. Inga underarter finns listade i Catalogue of Life.